# 黄岗水库
黄岗水库是中国福建省龙岩市新罗区红坊镇境内的一座水库，位于红坊溪上，建于1974年。水库正常库容为2445万立方米，集雨面积为47平方千米，海拔为452米。